# Paul Humburg

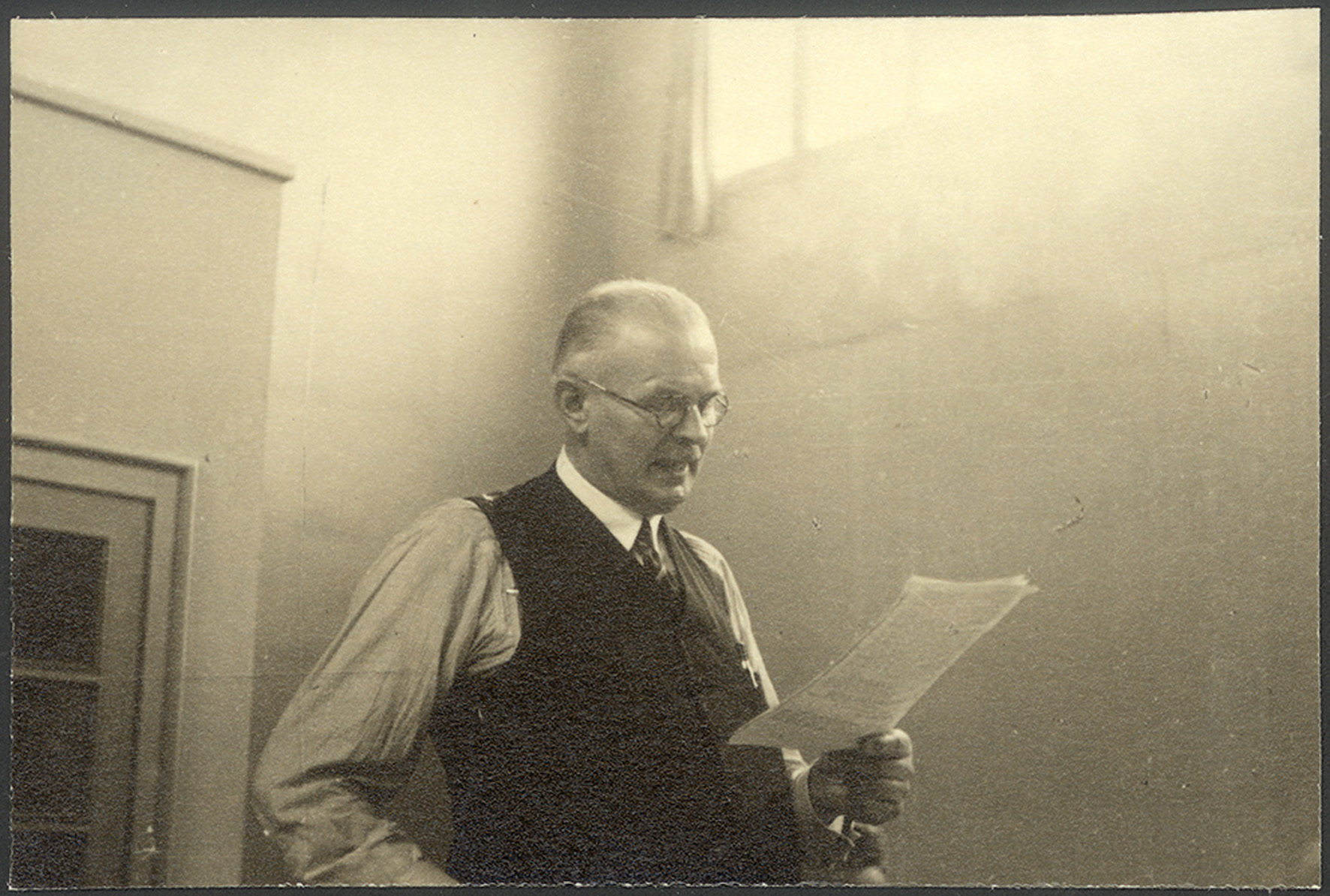
Paul Humburg (1934)

Paul Humburg (* 22. April 1878 in Mülheim am Rhein; † 21. Mai 1945 in Detmold) war ein deutscher reformierter Theologe.

## Leben
Paul Humburg studierte Theologie an den Universitäten Halle, Erlangen, Bonn und Utrecht. 1906 trat er sein erstes Pfarramt in Dhünn im Bergischen Land an. Von 1909 bis 1919 war er Pfarrer der Evangelisch-Reformierten Gemeinde in Elberfeld. In den Kriegsjahren 1915 bis 1918 absolvierte er im Auftrag der Deutschen Christlichen Studentenvereinigung (DCSV) „Friedensarbeit im Kriege“ als freiwilliger Feldprediger an der Ostfront, in den Jahren 1919 bis 1921 war er ihr Generalsekretär am Sitz der Vereinigung in Berlin. Von 1921 bis 1929 war Humburg Bundeswart des „Westdeutschen Jungmännerbundes“ (heute CVJM Westbund) in Barmen (heute Wuppertal). Von 1929 bis 1942 war er Pfarrer der Evangelisch-Reformierten Gemeinde Gemarke in Wuppertal-Barmen. Während dieser Zeit, von 1934 bis 1942, war Humburg Präses der Bekenntnissynode der Kirchenprovinz Rheinland, zugleich von 1934 bis 1936 Mitglied der in Berlin tagenden „Vorläufigen Leitung der Deutschen Evangelischen Kirche“. Am 1. Januar 1943 trat Humburg, inzwischen schwer erkrankt, in den Ruhestand.

## Ehrungen
Die Universität Bonn verlieh Paul Humburg die Auszeichnung als Lic. theol. h. c., später auch die theologische Ehrendoktorwürde.

## Werke
- Aus der Quelle des Wortes, Verlag der Liebenzeller Mission, Bad Liebenzell 1985, ISBN 978-3-88002-269-0.
- Ewige Erwählung und Von Grund auf edel. Francke, Marburg an der Lahn 1991, ISBN 3-88224-933-1.
- „Friedensarbeit im Kriege“ Über die Arbeit in Soldatenheimen im Osten 1915–1918, herausgegeben und kommentiert von Jens Ebert und Martin Humburg, Schriftenreihe des Vereins für rheinische Kirchengeschichte, Bonn 2014, ISBN 978-3-7749-3897-7.